# 다나카 고시로
다나카 고시로(일본어: 田中光四郎)는 일본의 무술가이자 소련-아프가니스탄 전쟁 참전 무자헤딘이다. 본래 화이트칼라이었지만 자미아티 이슬라미에 합류한 후 소련 및 아프가니스탄 민주공화국과 대항하였다.

## 인생사
다나카 고시로는 1940년 후쿠오카현 다가와시에서 태어났다. 어렸을 때부터 공수도를 수련했으며, 이후 유도와 겐도 역시 수련하였다. 가나가와 대학을 졸업한 후 사업가가 되었지만, 결국에는 자기 인생의 사업은 무예라는 결론을 내게 되었다.

### 아프가니스탄
1985년 도쿄도 신주쿠구의 사무실에서 다나카는 자신의 아프간행 계획을 발표하였다. 이후 그는 무자헤딘에게 기부할 1만 달러를 가지고 우선 파키스탄 페샤와르에 도착하였다. 당시 페샤와르는 아프가니스탄의 무슬림 저항 단체 7개의 본부가 자리잡고 있었고, 거주중인 아프가니스탄 난민은 3백만명이 넘어갔다. 다나카는 두번째로 큰 무자헤딘 조직이자 부르하누딘 라바니가 이끌던 자미아티 이슬라미에 합류하였다. 아내 다키코는 다나카에게 아프가니스탄으로 떠나지 않을 것을 부탁하였지만 결국에는 지지하였다. 이후 다키코는 남편의 무자헤딘에 대한 집착을 이해하지 못하였다고 하였다.
다나카는 "무자헤딘은 도움이 필요하다. 모든 도움이. 무기, 빵, 음식, 모든 것"이라 하였다. 다나카가 아프가니스탄에 도착한 이후, 원래 입고 있던 검은 양복을 현지 전통 의상인 샬와르카미즈로
갈아입고 이슬람교로 개종하였다. 다나카는 아무런 전투 경험이 없었지만 무자헤딘에게 백병전 전투 기술을 강의하기 시작했다. 1985년 2월에는 소련군 및 아프가니스탄 정부군과 전투를 벌였다. 전 세계 많은 기자들은 다나카를 보고 '아프가니스탄의 사무라이'라고 불렀다.

### 일본의 반응
이슬라마바드 일본 대사관은 다나카에게 아프간 분쟁 참전 부적절성을 경고했지만, 다나카는 듣지 않았다. 다나카는 당시 일본과 소련간의 쿠릴 열도 분쟁을 예로 들며 자신은 일본의 순국자라 주장하였다.
다나카는 쿠릴 열도를 두고 일본인이 러시아와 싸우는 것을 막는 일본국 헌법에 대해 강하게 부정한다.